# Srđa Knežević
Srđa Knežević (in serbo Срђа Кнежевић?; Belgrado, 15 aprile 1985) è un ex calciatore serbo, di ruolo difensore.

## Carriera
L'ultima partita con il Partizan la disputa il 16 maggio 2010, nella vittoria casalinga per 6-0 contro il Mladi Radnik.
A maggio del 2010 si trasferisce al Legia Varsavia e firma un triennale.
Debutta con la nuova squadra il 13 agosto 2010, nella sconfitta fuori casa per 3-0 contro il Polonia Varsavia. L'ultima partita con il Legia Varsavia la disputa il 21 settembre 2011 in Puchar Polski, nella vittoria fuori casa per 1-4 contro il Rozwój II Katowice.
Debutta con il Borac Banja Luka il 10 marzo 2012 nella vittoria per 1-0 contro il Kozara.
Segna il suo primo gol con il Borac Banja Luka il 14 aprile 2012 regalando la vittoria di 1-0 sull'Olimpik Sarajevo.

## Palmarès
- Coppa di Serbia: 2

Partizan: 2007-2008, 2008-2009
- Campionato serbo: 3

Parizan: 2007-2008, 2008-2009, 2009-2010
- Coppa di Polonia: 1

Legia Varsavia: 2011-2012